# Гіта Ньорбю
Гіта Ньорбю (дан. Ghita Nørby, *11 січня 1935) — данська актриса театру та кіно.

## Вибіркова фільмографія
- Тітка Чарлі (1959)
- Любов (1970)
- Коротке літо (1976)
- Бенкет Бабетти (1987) — оповідач (голос)
- Добрі наміри (1992) — Карін Акерблом
- Софі (1992)
- Королівство (1994)
- Пансіонат Оскар (1995)
- Гамсун (1996)
- О'Хортен (2007)
- Про це не знає ніхто (2008)